# Papa Urbano I
Papa Urbano I (em latim: Urbanus; Roma, 175 — Roma, 230), foi papa da Igreja Católica entre 222 e 23 de maio de 230.  Pouco conhecido, o seu pontificado coincidiu com a época de tolerância do imperador Alexandre Severo.
Urbano nasceu em Roma e sucedeu a Calisto I. Estabeleceu que os vasos sagrados fossem de prata e benzeu 25 patenas deste metal para as paróquias de Roma. Determinou que as esmolas e os legados ofertados à Igreja fossem aplicados exclusivamente para o Culto Divino, na conversão, e na caridade aos pobres.
A hagiografia apresenta geralmente como martirizados em seu tempo Santa Cecília e companheiros. Entretanto, parece que o bispo Urbano, de que se fala o martirológio, não era este papa, mas, sim, algum homônimo seu, dos tempos de Marco Aurélio ou Cômodo (161-192). Santa Cecília foi primeiramente sepultada no cemitério de Calisto. A proximidade da cripta de Urbano I com o túmulo desta Santa, fez nascer a confusão do autor dos "Atos de São Urbano", do século V. Comemoração litúrgica: 25 de maio.
Urbano é um santo da Igreja Católica e da Igreja Ortodoxa Oriental.

## Biografia
Grande parte da vida de Urbano está envolta em mistério, levando a muitos mitos e equívocos. Apesar da falta de fontes, ele é o primeiro Papa cujo reinado pode ser definitivamente datado. Existem duas fontes importantes para o pontificado de Urbano: De Eusébio de Cesareia a História da Igreja (Eusébio), que narra a história da Igreja primitiva e também uma inscrição na Coemeterium Callisti, que nomeia o papa.
Urbano ascendeu à Cadeira de São Pedro no ano do assassinato de Imperador Romano Heliogábalo e serviu durante o reinado de Alexandre Severo. Acredita-se que o pontificado de Urbano tenha sido durante um período de paz para os cristãos no Império Romano, pois Severo não promoveu a perseguição ao cristianismo.

## Papado
Acredita-se que o cismático Hipólito de Roma ainda liderava uma congregação cristã rival em Roma e que ele publicou o Philosophumena, um ataque ao antecessor do papa Urbano, Calisto. Diz-se que Urbano manteve a política hostil de Calisto ao lidar com o grupo cismático.